# Conferenza generale (mormonismo)

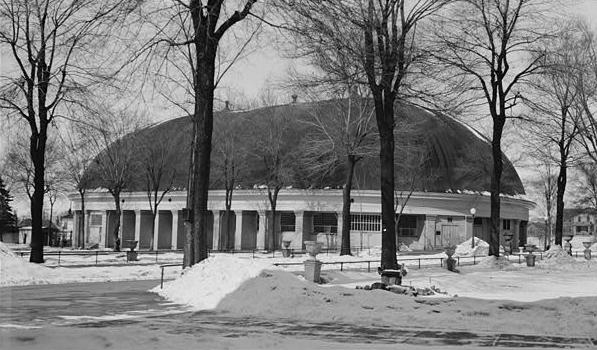
Il Salt Lake Tabernacle, dove le conferenze generali della Chiesa dei santi degli ultimi giorni si tenevano dal 1848 al 2000.

Nella movimento mormone le conferenza generali sono una serie di assemblee in cui la Chiesa dirige i propri affari e direttive generali.
Originariamente, le conferenze generali si tenevano ogni tre mesi, come stabilito da una delle prime rivelazioni di Joseph Smith. Dal 1831, le conferenze si tennero meno frequentemente, di solito per dirigere speciali affari della Chiesa o per rispondere a speciali bisogni della Chiesa.